# サイバー・ノーガード戦法
サイバー・ノーガード戦法（サイバーノーガードせんぽう）は、意図的にセキュリティ対策を放棄してコンピュータを利用すること。
この用語は、情報セキュリティを専門とするニュースサイトの Scan NetSecurity が2004年に考案した。背景として、前年にコンピュータソフトウェア著作権協会 (ACCS) のWebサイトの脆弱性を公の場で指摘した京大研究員が、礼を言われるどころか逆に不正アクセス行為の禁止等に関する法律（不正アクセス禁止法）違反と威力業務妨害の疑いで逮捕されるという事件があった。Scan NetSecurity はこの件で、不手際のあったサーバ管理者側が刑事責任を問われず、個人情報漏洩の被害者に補償も行われなかったことに着目し、セキュリティ対策の意図的な放棄は、費用を節約できリスクも無視できる「新しい形の防御方法ともいえるのではないか」と逆説的に主張した。
「ノーガード戦法」の語源はボクシング漫画『あしたのジョー』で主人公の矢吹丈がカウンターを狙うため意図的にガードを下げて相手を挑発した戦法に由来する。「サイバー・ノーガード戦法」の場合、本来ならセキュリティ対策する余力があるはずなのに対策していない怠慢さを揶揄するニュアンスが加わる。
なお不正アクセス禁止法第8条は「… アクセス管理者は … 当該特定電子計算機を不正アクセス行為から防御するため必要な措置を講ずるよう努めるものとする」と定めており、サイバー・ノーガード戦法を認めていない。